# 박하정 (1956년)
박하정(1956년 ~)은  광주제일고와 서울대 수학과를 졸업한 후 미국 산호세주립대학에서 보건행정학 석사, 경희대에서 행정학 박사를 취득하여, 대한민국 보건복지부 기초생활심의관, 노인정책관, 국립의료원 진료지원부장, 저출산고령사회정책국장, 보건의료정책실장, 기획조정실장을 지낸 인물이다. 공직 은퇴 후에도 가천대 보건대학원장에 취임하여 활동하였다.